# Петропавловское (Иркутская область)
Петропа́вловское — село в Киренском районе Иркутской области. Административный центр Петропавловского муниципального образования.

## География
Село находится на левом берегу реки Лена, при впадении в неё реки Захаровка, на расстоянии 90 км к северо-востоку от города Киренск, административного центра района.

## Население
| 2002 | 2010 | 2011 | 2012 |
| ---- | ---- | ---- | ---- |
| 476  | ↘366 | ↘365 | ↘363 |

## Улицы
| - пер. Конторский, - ул. Молодёжная, - ул. Набережная, - ул. Новая, | - пер. Октябрьский, - пер. Петропавловский, - пер. Почтовый, - ул. Профсоюзная, | - ул. Советская, - ул. Совхозная, - ул. Строительная, - ул. Учительская. |